# 8 brumaire
8 vendémiaire 8 frimaire
L'octidi 8 brumaire, officiellement dénommé jour de la scorsonère, est le 38e jour de l'année du calendrier républicain.
C'était généralement le 29e jour du mois d'octobre dans le calendrier grégorien.